# Embassament d'Escalona
L'embassament d'Escalona és un embassament del riu Escalona, afluent del Xúquer, situat al terme municipal de Navarrés (Canal de Navarrés, País Valencià). La presa fou construïda el 1995 i és de laminació amb l'objectiu de regular les revingudes de l'Escalona i els rius i rambles que conflueixen en ell. Després de la pantanada de Tous (1982) quan l'Escalona va ser un dels afluents que provocaren la fallida de la presa de Tous, les autoritats decidiren construir aquesta presa a la vegada que reconstruïen la de Tous.
Té una capacitat màxima de 143 hm³ tot i que es manté en un volum mitjà de 90. En total abasta una superfície de 460 hectàrees amb un sobreeixidor de làmina lliure amb capacitat de 7.913,4 m³ per segon.
L'embassament d'Escalona pertany a la Confederació Hidrogràfica del Xúquer.